# Língua jingulu
Jingulu (Djingili) é uma das línguas aborígenes da Austrália , sendo falada pelo povo Jingulu do Território do Norte da Austrália, na área histórica do “Elliott District Community Government Council”. Trata-se de uma língua ameaçada de extinção que tinha em 1997 algo entre 10 e 15 falantes, com os maios jovens já na casa dos 50. Cerca de 20 adicionais tinham certo domínio da língua. Note-se ainda que a língua quase não era usada no dia-a-dia, senso substituída pelo inglês ou ou crioulo australiano.

## Escrita
Jingulu usa uma forma do alfabeto latino bastante limitada em letras: as vogais são A, O e U;, não se usam as consoantes C, F, G, H, P, Q, S, T, C, Y, Z, porém, usam-se as formas Ly, Ny, Rd, Rl, Rn, Rr, Ry

## Fonologia

### Vogais
Jingulu tem 3 sons vogais:
|         | Anterior | Central | Posterior |
| ------- | -------- | ------- | --------- |
| Fechada | i /i/    |         | u /u/     |
| Aberta  |          | a /a/   |           |

A vogal fechada /i/ pode ser percebida como [i], [ɨ] ou [e]; a vogal fechada /u/ é mais percebida como [u], mas também como [o] e [ɔ]; e a vogal aberta  /a/ como [a], [ʌ], [æ] ou [ə].
O comprimento da vogal é contrastante, resultando em vogais longas /aː/, /iː/ e/uː/. Na ortografia /aː/ (longo) aparece como aa, en quanto que as outras duas aparecem como consoante homorgânicas, iyi e uwu}, respectivamente.

#### Harmonia vogal
Uma característica importante da fonologia Jingulu é a harmonia vocálica. Jingulu apresenta uma harmonia vocália regressiva o que significa que as vogais de raízes nominais ou  verbais podem se sujeitar a alterações devidas aos sufixos que tenham uma vogal fechada que estejam diretamente junto à raiz. A harmonia vogal afeta as vogais abertas nas raízes, as quais se tornam fechadas. Devido ao pequeno inventário de vogais do Jingulu, A vogal aberta /a/ estará sujeita a modificação, tornando-se sempre /i/.
ngaja + -mindi-yi = ngijimindiyi
ver + 1dl.inc-fut = "nós vamos ver"
ngarrabaj + -wurru-nu = ngirribijiwurrunu
contar + 3pl-past = "eles contaram (aquilo pra ele)"
Porém, se a harmonia vocálica for ativada e a raiz da palavra contiver uma vogal fechada, nenhuma das vogais fechadas à esquerda da fechada serão sujeitas a mudanças.
warlaku + -rni = warlakurni
cão macho + fem = cadela
ankila + -rni = ankilirni
primo segundo + fem = prima segunda

### Consoantes
Jingulu tem 17 sons consoantes:
|                | Periférica | Periférica | Laminal  | Apical     | Apical  |
| Bilabial       | Velar      | Palatal    | Alveolar | Retroflexa |         |
| -------------- | ---------- | ---------- | -------- | ---------- | ------- |
| Plosiva        | b /b/      | k /ɡ/      | j /ɟ/    | d /d/      | rd /ɖ / |
| Nasal Oclusiva | m /m/      | ng /ŋ/     | ny /ɲ/   | n /n/      | rn /ɳ / |
| Vibrante       |            |            |          | rr /r/     |         |
| Aproximante    | w /w/      | w /w/      | y /j/    | r /ɻ /     | r /ɻ /  |
| Aproximante    |            |            | ly /ʎ/   | l /l/      | rl /ɭ / |

Há poucas evidências mostrando que as retroflexivas podem ser contrastantes . A maioria dos falantes de Jingulu não faz distinção entre as consoantes retroflex e suas equivalentes alveolares. Muitas vezes servem apenas como alofones. No entanto, há um número de pares mínimos, nos quais existe, de fato é uma distinção. Exemplos. dirnd- "escola" e dind- "moer"; mininmi "Acacia victoriae" e mirnirnmi "saída de incêndio"; e walu "testa and warlu "queimadura."
As semivogais, /w/ e /j/, podem não  ser pronunciadas quando no início da palavra, o que também ocorre com /ŋ/. Essa última pode ser substituída por uma semivogal.
widij- "amarrar" pode ser percebida como  /widij-/ ou /idij-/
yidaangka "em poucos dias" pode ser percebida como  /jidaːŋka/ ou /idaːŋka/
ngirrm- "fazer" pode ser percebida como /ŋirm-/, /irm-/ ou /jirm-/
nguny- "dar" pode ser percebida como /ŋuɲ-/, /uɲ-/ ou /wuɲ-/